# Higaši-ku (Fukuoka)
Higaši-ku (東区) je jedna ze sedmi čtvrtí japonského města Fukuoka.
K 1. červenci 2006 čítala populace 276 294 lidí a rozloha činila 67,26 km².
Higaši-ku znamená doslova „východní čtvrť“. Ve čtvrti leží Kašii a také kampus Hakozaki Univerzity Kjúšú.